# Castel Capuano

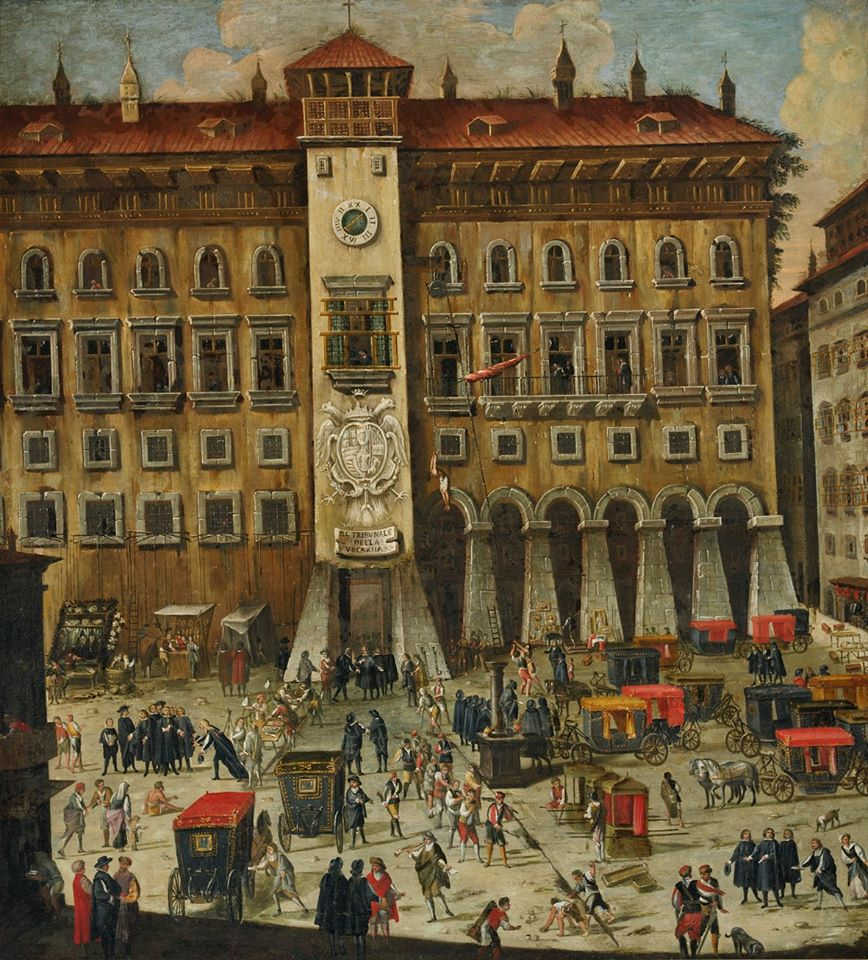
Baufälliges Castel Capuano im 17. Jahrhundert

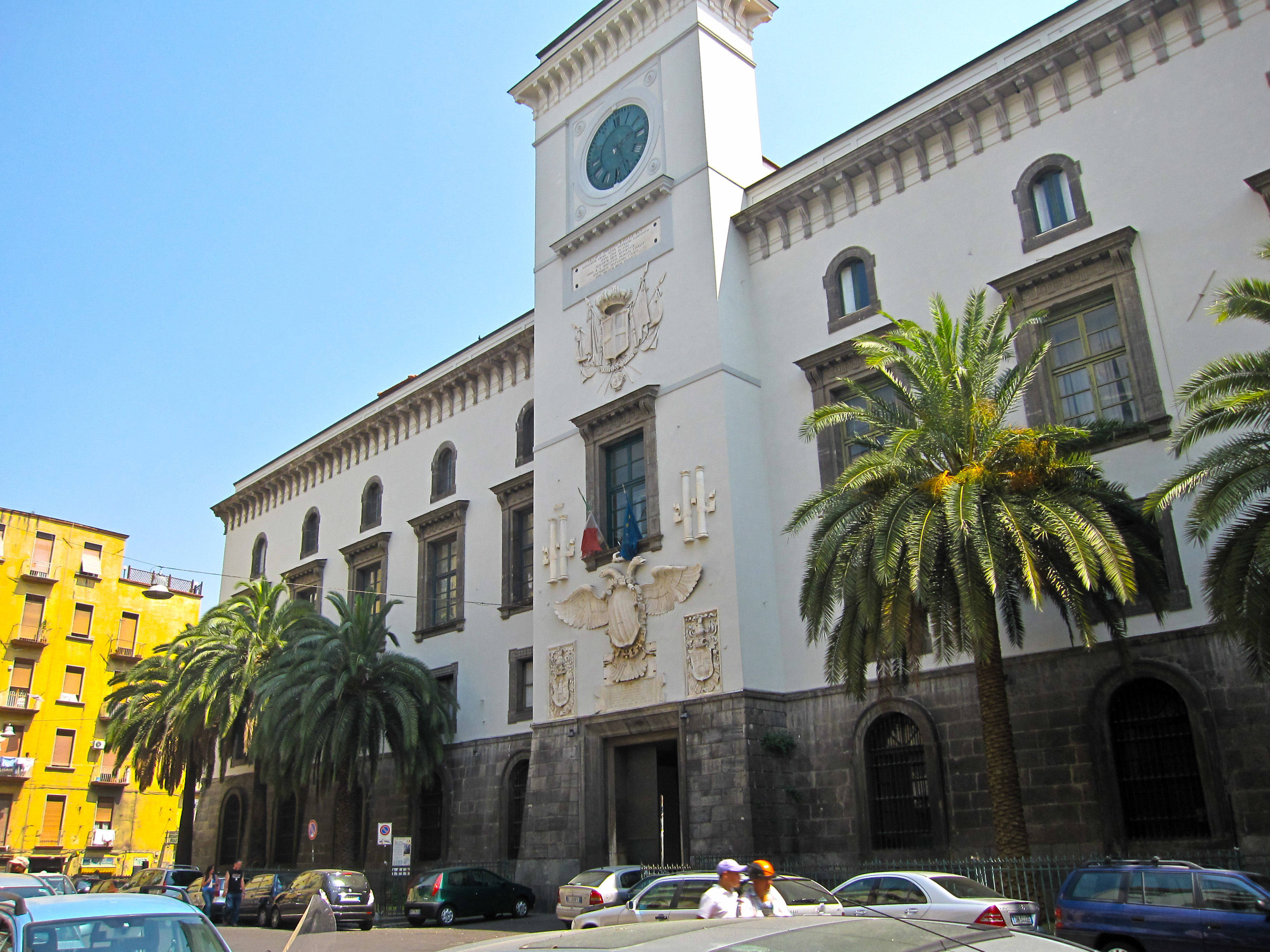
Castel Capuano (2009)

Castel Capuano ist eine Burg in Neapel. Der Name bezieht sich auf die Nachbarstadt Capua und insbesondere auf die unmittelbar nordöstlich der Burg gelegene Porta Capuana, ein antikes Stadttor der Stadtmauer Neapels. Das heutige Schloss bildet den Endpunkt der innerstädtischen Via dei Tribunali.

## Geschichte
Der Ursprungsbau stammt aus dem 12. Jahrhundert und wurde im Auftrag von Wilhelm I. (Sizilien) errichtet, dem Sohn von Roger II. von Sizilien. Castel Capuano gilt als älteste heute noch existierende Burganlage Neapels. Etwa einhundert Jahre später erfolgte eine Erweiterung und gründliche Renovierung durch Karl von Anjou. Erst 1484 wurde der Bau Bestandteil der Stadtbefestigung von Neapel sowie Königsresidenz. Eine Stadterweiterung machte die Burg militärisch bedeutungslos.
Ab 1540 wurde hier durch Veranlassung von Pedro Álvarez de Toledo, Vizekönig von Neapel, ein Vikariat eingerichtet und es wurden im Gebäude mehrere Gerichte angesiedelt. Die Funktion eines Justizpalastes behielt die Burg bis über die zweite Jahrtausendwende hinaus. Nachdem sie bereits von Justizbehörden, Gerichten und Rechtsanwaltskammer als Fortbildungseinrichtung genutzt worden war, richtete im Jahr 2022 die Scuola superiore della magistratura, eine Hochschule für die Aus- und Fortbildung von Richtern und Staatsanwälten, im Castel Capuano ihre zweite periphere Niederlassung ein.

## Baukunst
Das Bauwerk ist heute in verhältnismäßig gutem Zustand. Insbesondere vom Innenhof aus lassen sich die mittelalterlichen Strukturen und Bauelemente gut erkennen. Im Inneren, insbesondere in der Cappella Sommaria, sind noch reichlich Stuckdekorationen und Freskenmalereien aus der frühen Epoche zu sehen.